# 刘金全
刘金全，广州大学经济与统计学院教授，主要从事数量经济学、金融学、宏观经济学方面的研究工作。入选中华人民共和国教育部2009年度"长江学者"特聘教授，享受中国国务院特殊津贴。